# Limbi quechua
Quechua, în limba quechua, Qhichwa simi, sau Runa Simi, este o limbă nativ americană a Americii de Sud. A fost vorbită de-a lungul munților Anzii Cordilieri cu mult înainte de constituirea Imperiului Inca, care a folosit-o ca limbă oficială. Quechua este larg folosită astăzi în diferite regiuni ale Anzilor și a Altiplano, prezentând diferite varietăți, care sunt cunoscute sub numele colectiv de dialecte quechua, fiind astăzi vorbită de peste 14 milioane de oameni (dintre care cel puțin 10 milioane sunt vorbitori nativi) din America de Sud, incluzând Peru, sud-vestul și centrul Boliviei, sudul Columbiei și al Ecuador-ului, nord-vestul Argentinei și nordul Chile. Este cea mai răspândită limbă vorbită de locuitorii nativi ai celor două Americi.
Deși a fost tratată la modul general ca o singură limbă, cei mai mulți dintre lingviști consideră că ceea ce se numește quechua este o familie de limbi de tip quechua, având aproximativ 46 de dialecte, care pot fi grupate în cel puțin șapte limbi.

Quechua este o limbă regulată aglutinantă, spre deosebire de limbile de fuziune. Ordinea normală într-o propoziție este SOV (subiect - obiect - verb). Numărul mare de sufixe schimbă semnificația cuvintelor, conferindu-le nuanțe subtile de sens. Printre cele mai notabile aspecte gramaticale se numără conjugarea bipersonală (verbele trebuie să fie conjugate simultan în relație cu subiectul și obiectul), evidențialitatea (indicarea sursei și a gradului de cunoaștere al afirmațiilor), particule indicând topicul, precum și sufixe indicând cine este beneficiarul unei acțiuni, respectiv atitudinea vorbitorului față de acțiune.

## Distribuție geografică
Astăzi există patru grupuri mari:

- Quechua I sau Waywash, cea mai întâlnită ramură a quechuei,[5]

- Quechua II sau Wanp'una (Călător) este împărțită pe trei ramuri.

## Număr de vorbitori
- Argentina: 100.000
- Bolivia: 2.100.000 (2001)
- Brazilia: necunoscut
- Columbia: 9.000 (etnolog)
- Ecuador: între 500.000 și 1.000.000
- Peru: 3.200.000 (1993)

## Fonologie
Descrierea de mai jos se aplică dialectului Cuzco ; există diferențe mari pentru alte varietăți de quechua.

### Vocale
Quechua folosește doar trei vocale: /a/ /i/ și /u/, asemănător cu limba aymara. Vorbitorii monolingvi pronunță aceste vocale [æ] [ɪ] și respectiv [ʊ], deși vocalele spaniole /a/ /i/ și /u/ pot fi folosite. Când vocalele apar lângă consoanele uvulare /q/, /qʼ/ și /qʰ/, sunt pronunțate [ɑ], [ɛ] și [ɔ].

### Consoane
|                                | labială | alveolară | postalveolară | palatală | velară | uvulară | glotală |
| oclusivă / africată            | [p]     | [t]       | [tʃ]          |          | [k]    | [q]     |         |
| oclusivă sau africată aspirată | [pʰ]    | [tʰ]      | [tʃʰ]         |          | [kʰ]   | [qʰ]    |         |
| ejective                       | [p’]    | [t’]      | [tʃ’]         |          | [k’]   | [q’]    |         |
| fricative                      |         | [s]       |               |          |        |         | [h]     |
| nazală                         | [m]     | [n]       |               | [ɲ]      |        |         |         |
| laterală                       |         | [l]       |               | [ʎ]      |        |         |         |
| bătută                         |         | [ɾ]       |               |          |        |         |         |
| sonantă                        |         |           |               | [j]      | [w]    |         |         |

Niciuna dintre oclusive și fricative nu sunt sonore; sonorizarea nu este fonemică în vocabularul nativ quechua al varietății moderne Cuzco.
Aproximativ 30% din vocabularul prezent în quechua modernă este preluat din limba spaniolă și este posibil ca unele sunete spaniole (cum ar fi f, b, d, g) să fi devenit fonemice, chiar și pentru vorbitorii monolingvi de quechua.

## Gramatică

### Pronumele personale
În quechua, există șapte pronume personale, șase dintre ele sunt cele comune multor limbi, eu, tu, el / ea, respectiv noi, voi și ei /ele, dar persoana întâi plural (noi) este nuanțată, existând două forme, cea care semnifică "noi cu tine/voi", numită inclusivă, respectiv cea care semnifică "noi fără tine / voi", numită exclusivă. Quechua adaugă, de asemenea, sufixul -kuna la persoanele a doua și a treia singular, qam și pay pentru a crea formele de plural qam-kuna și pay-kuna.

### Adjective
Adjectivele în Quechua sunt întotdeauna plasate înaintea substantivelor. Ele sunt defective de gen și număr.

### Numerale
- Numerale cardinale. ch'usaq (0), huk (1), iskay (2), kimsa (3), tawa (4), pichqa (5), suqta (6), qanchis (7), pusaq (8), isqun (9), chunka (10), chunka hukniyuq (11), chunka iskayniyuq (12), iskay chunka (20), pachak (100), waranqa (1,000), hunu (1,000,000), lluna (1,000,000,000,000).